# Silvera (singolo)
Silvera è un singolo del gruppo musicale francese Gojira, pubblicato il 20 maggio 2016 come secondo estratto dal sesto album in studio Magma.

## Descrizione
Seconda traccia dell'album, il brano si caratterizza per un cantato maggiormente melodico da parte di Joe Duplantier, che fa comunque uso del growl nelle strofe.
Nello stesso anno Silvera ha ricevuto una candidatura ai Grammy Awards 2017 nella categoria miglior interpretazione metal, poi vinto da Dystopia dei Megadeth.

## Video musicale
Il video, diretto da Drew Cox e girato a New York, mostra il gruppo suonare il brano in cima a un palazzo mentre varie persone iniziano a fluttuare in cielo.

## Tracce
1. Silvera – 3:33

## Formazione
Gruppo
- Joe Duplantier – voce, chitarra, arrangiamento
- Mario Duplantier – batteria, arrangiamento
- Christian Andreu – chitarra
- Jean-Michel Labadie – basso

Produzione
- Joe Duplantier – produzione, missaggio
- Johann Meyer – missaggio, ingegneria del suono
- Ted Jensen – mastering
- Alexis Berthelot – ingegneria del suono aggiuntiva
- Will Putney – ingegneria del suono aggiuntiva
- Jamie Uertz – ingegneria del suono aggiuntiva
- Taylor Bingley – ingegneria del suono aggiuntiva